# Chiesa vetero cattolica dell'Unione di Utrecht in Italia
Le Chiese vetero cattoliche dell'Unione di Utrecht sono chiese cattoliche nazionali, in piena comunione con la Comunione anglicana, la Chiesa luterana di Svezia, la Chiesa Filippina indipendente, la Chiesa riformata lusitana, la Chiesa Mar Thoma.
Non vi è più la presenza dell'Unione di Utrecht in Italia dal 2011, e non vi è alcun riconoscimento o contatto con altre situazioni o realtà italiane. A Bolzano esiste una comunità vetero-cattolica dell'Unione di Utrecht sotto la giurisdizione della diocesi austriaca che celebra in lingua tedesca e italiana. È possibile assistere alle celebrazioni in lingua italiana nel Canton Ticino, con la Chiesa cattolica cristiana svizzera.
In Italia vi sono anche altre Parrocchie vetero-cattoliche, che però non appartengono all'Unione di Utrecht.
La Missione dell'Unione di Utrecht è stata presente molti anni in Italia soprattutto con il parroco Caroppo. Negli anni '80 ci sono state anche visite pastorali del vescovo svizzero in Puglia: in quell'occasione il vescovo Tonino Bello ha offerto la cripta della propria cattedrale al vescovo Gerny, cattolico cristiano, perché potesse celebrare con la piccola comunità e i preti svizzeri con lui in visita.

## Elenco dei vescovi delegati

### Delegati della Conferenza Episcopale Vetero-cattolica Internazionale
| Vescovo           | dal             | al                    | Chiesa di provenienza | Note |
| ----------------- | --------------- | --------------------- | --------------------- | --- |
| Dušan Hejbal      | settembre 1996  | gennaio/febbraio 1998 | Repubblica ceca       | Formalmente non aveva l'incarico di delegato, ma dopo la scissione della Chiesa vetero-cattolica italiana favorì la nascita a Milano di una comunità vetero-cattolica di lingua ceca e slovacca |
| Joachim Vobbe     | febbraio 1998   | 31 dicembre 2007      | Germania              | |
| Fritz-René Müller | 1º gennaio 2008 | 2011                  | Svizzera              | |
| Harald Rein       | 3 aprile 2011   | 30 giugno 2011        | Svizzera              | |